# Rives-du-Loir-en-Anjou
Rives-du-Loir-en-Anjou – gmina we Francji, w regionie Kraj Loary, w departamencie Maine i Loara. W 2013 roku liczba ludności wynosiła 5554 mieszkańców. 
Gmina została utworzona 1 stycznia 2019 roku z połączenia dwóch ówczesnych gmin: Soucelles oraz Villevêque. Siedzibą gminy została miejscowość Villevêque. 